# 埃里克·溫·德坦
埃里克·溫·德坦（英語：Erik von Detten，1982年10月3日—）是美國的一位演員，曾經擔任玩具總動員的配音演員之一。他出生在加利福尼亞州圣迭戈。他有三個妹妹和一個弟弟。